# Эль-Корте (Веракрус)
Эль-Корте (исп. El Corte) — посёлок в восточной части Мексики, на территории штата Веракрус. Входит в состав муниципалитета Аматитлан.

## Географическое положение
Эль-Корте расположен на юге центральной части штата, на левом берегу реки Папалоапан, на расстоянии приблизительно 169 километров к юго-востоку от города Халапа-Энрикеса, административного центра штата. Абсолютная высота — 12 метров над уровнем моря.

## Население
Согласно данным, полученным в ходе проведения официальной переписи 2005 года, в посёлке проживало 1995 человек (969 мужчин и 1026 женщин). Насчитывалось 570 домов. По возрастному диапазону население распределилось следующим образом: 30,7 % — жители младше 18 лет, 55 % — между 18 и 59 годами и 14,3 % — в возрасте 60 лет и старше. Уровень грамотности среди жителей старше 15 лет составлял 83,6 %.
По данным переписи 2010 года, численность населения Эль-Корте составляла 2126 человек. Динамика численности населения посёлка по годам:
| 2000 | 2005 | 2010 |
| ---- | ---- | ---- |
| 2152 | 1995 | 2126 |